# 크로스월드
《크로스월드》(영어: Crossworlds)는 미국에서 제작된 크리쉬나 라오 감독의 1996년 영화이다. 룻거 하우어 등이 주연으로 출연하였고 루퍼트 하비 등이 제작에 참여하였다. 이 영화는 로스앤젤레스, 론파인 등지에서 촬영되었다.

## 출연

### 주연
- 룻거 하우어
- 조쉬 찰스

### 조연
- 스튜어트 윌슨
- 안드레아 로스
- 페리 안질로티

## 기타
- 공동제작: 필립 B. 골드핀
- 미술: 애론 오스본
- 배역: 마이크 펜튼
- 배역: 앨리슨 코윗